# Silvia Pulfrich
Silvia Pulfrich (* 1978) ist eine ehemalige deutsche Schwimmerin, die eine Silbermedaille bei Europameisterschaften gewann.

## Karriere
Pulfrich nahm 1994 und 1995 am Schwimmweltcup teil, qualifizierte sich aber nur einmal für die Teilnahme an internationalen Meisterschaften. Bei den Europameisterschaften 1999 in Istanbul erreichte Pulfrich zunächst das Finale über 100 Meter Brust und belegte dann den achten Platz. Die deutsche 4-mal-100-Meter-Lagenstaffel mit Sandra Völker, Silvia Pulfrich, Franziska van Almsick und Katrin Meißner schlug 0,27 Sekunden nach der schwedischen Staffel an und gewann die Silbermedaille mit anderthalb Sekunden Vorsprung vor den drittplatzierten Britinnen.
Bei Deutschen Meisterschaften gewann Silvia Pulfrich 1995 in Warendorf, 1998 in Hamburg und 1999 in Leipzig den Meistertitel über 100 Meter Brust. 1995 in Warendorf wurde sie Siegerin und 1996 in Braunschweig Zweite über 200 Meter Brust. Außerdem belegte Pulfrich 1999 den dritten Platz über 50 Meter Brust.
Silvia Pulfrich schwamm bis 1999 für den SV Nikar Heidelberg und trat ab 2000 für den EOSC Offenbach an. Nach ihrer Aktiven-Laufbahn war sie in den Altersklassen weiter aktiv.